# Bắc Matsanjeni
Bắc Matsanjeni là một inkhundla của Eswatini, nằm ở vùng Lubombo. Vào năm 2007, dân số của nó là 12.940 người. 